# Jaboatão dos Guararapes
Jaboatão dos Guararapes è un comune del Brasile nello Stato del Pernambuco, parte della mesoregione Metropolitana do Recife e della microregione di Recife.